# South Bound Brook
South Bound Brook est un borough situé dans le comté de Somerset, dans l'État du New Jersey, aux États-Unis.